# Supplication against the Ordinaries
Supplication against the Ordinaries var en petition som lämnades in till House of Commons i England år 1532. Det var en del av reformationen i England.
Den utgjorde en lista av klagomål över de privilegier och den myndighet som utövades av den katolska kyrkans prästerskap. Klagomålen resulterade i lagreformen Submission of the Clergy, genom vilken prästerskapet fråntogs sitt separata rättssystem, 1534. 